# Sheraton Wall Centre Hotel
Le Sheraton Wall Centre Hotel appelé aussi Sheraton Vancouver Wall Centre Hotel South Tower est un gratte-ciel construit à Vancouver au Canada en 1994. 
Il abrite un hôtel de 389 chambres.
C'est le premier immeuble de grande hauteur de la ville de Vancouver qui a eu des vitrages de triple épaisseur pour économiser l'énergie.
La flèche de l'immeuble fait 11 mètres de long, 15 centimètres d'épaisseur et culmine à 111 mètres de hauteur. Elle est illuminée.
L'immeuble fait partie du complexe Wall Centre qui comprend deux autres immeubles dont le One Wall Centre, l'un des plus hauts immeubles de la ville.
Les architectes sont Bruno Freschi et Chris Doray.
Le promoteur ("developer") est la société Wall Financial Corp.